# 1984 (группа)
«1984» — британская группа, существовавшая с 1963 по 1968 годы. Исполняла музыку в стилях рок и ритм-н-блюз. Была названа по одноимённому роману Джорджа Оруэлла. Предшественница групп Smile, а затем Queen. 

## История
Группа была основана в августе 1963 года. В её начальный состав входили Брайан Мэй (гитара и вокал), Дейв Диллоуэй (бас-гитара), Джон Гарнем (ритм-гитара и вокал), Ричард Томсон (ударные), Тим Стаффел (вокал и аккордеон) и Джон Сангер (клавишные). Билл Ричардз и Малком Чайлдз приняли участие в нескольких репетициях группы, но ни разу не выступали с ней на концертах. Из-за занятий в университете Джон Сангер покинул группу после всего двух концертов. Билл Ричардз был вскоре исключён из состава группы по причине недостаточно хорошего владения им инструментом и был заменён сперва на Малкома Чайлдза, а затем на Джона Гарнема.
Первоначально участники группы намеревались создать рок-оперу по мотивам романа Оруэлла, одновременно с этим исполняя на различных площадках мелодии в стилях рок и ритм-н-блюз. В их репертуаре были песни групп The Beatles, Rolling Stones и The Yardbirds, а также Спенсера Дэвиса. Наиболее успешными были выступления конца 1967 года — в сентябре группа одержала победу в музыкальном баттле, рецензия о которой была опубликована даже в журнале Melody Maker. Благодаря этой победе группа смогла принять участие в благотворительном шоу Christmas on Earth, в котором участвовали также такие звёзды, как Джими Хендрикс, Traffic, Pink Floyd и The Herd. В феврале 1968 года Мэй решил покинуть группу, которая была окончательно распущена в ноябре того же года. Тем не менее, вплоть до начала 2000-х годов бывшие её участники иногда собирались вместе и играли преимущественно каверы. После ухода из группы Брайан Мэй, Тим Стаффел и присоединившийся к ним ударник Роджер Тейлор создали группу Smile.

## Концерты
- 28 октября 1963 года — Церковь Святой Марии, Твикнем.
- 4 ноября 1964 года — школа для девочек, Ричмонд.
- январь 1965 года — Имперский колледж Лондона.
- 15 января 1966 года — Гребной клуб Темзы[англ.], Патни[англ.].
- 29 января 1966 года — Гребной клуб Темзы, Патни.
- 5 февраля 1966 года — Гребной клуб, Шеппертон.
- Весна 1966 года — Имперский колледж Лондона.
- Лето 1966 года — Лодочный клуб Моулзи[англ.]
- Лето 1966 года — клуб «R&B», Патни.
- первая половина июля 1966 года — Лодочный клуб, Хенли-он-Темс.
- 9 июля 1966 года — Церковь Всех Святых.
- осень 1966 года — Уайт Харт, Саутхолл[англ.].
- 13 мая 1967 года — Имперский колледж Лондона.
- сентябрь 1967 года — Медицинская школа, Лондон.
- сентябрь 1967 — клуб «Tоp Rank», Кройдон.
- 23 декабря 1967 года — театр «Олимпия», Лондон.